# 任爾瓊
任爾瓊（1649年9月18日—？年），字崑林，又字報以，四川省順慶府南充縣人，清代政治人物。習易經，康熙三十二年癸酉科四川鄉試解元，會試120名，殿試三甲進士

## 生平
任爾瓊是成化十四年進士任弘次子任似曾孫，任悊、任惠之堂弟。康熙二十年（1681年）辛酉登拔萃，官富順縣儒學训导，課士之余，手不釋卷，羅西溪慕其積學久而造詣深，尤讚赞赏。康熙二十二年（1683年）四川癸亥鄉試解元，康熙三十六年（1697年）丁丑三甲63名進士。成進士後，例應館選，人以為不遇，為之惋惜。後出任山東茌平縣知縣，有政聲。
任爾瓊尤工文作家譜，羅西溪為之序，稱其文“井然不紊，詳而有體，可與歐陽修、蘇東坡之譜並傳”。所作詩文甚多但隨寫隨丟，不加保存，惜其不見其集，惟有《任氏家譜》一書傳世。